# Новогрудский детинец
Новогородский (Новогрудский) детинец — укреплённая часть древнерусского Новогородка (ныне Новогрудка). Первое летописное упоминание о Новогрудке относится к 1044 году, но историки относят его к Новгороду Великому.
Новогрудский детинец занимал треугольный в плане мыс (110х80 м), ныне известный как Замковая гора, и был обнесён по периметру валом. С напольной стороны помимо выского вала проходит глубокий дугообразный ров. Здесь находился в древности въезд. К детинцу примыкал с западной стороны укреплённый окольный город, за которым располагался открытый посад. Общая укреплённая площадь поселения превышала 2,7 га.
Археологические исследования показали, что первое поселение на месте детинца возникло ещё в IX веке. Первым в XI веке был укреплён детинец, за ним последовал в XII веке окольный город. В отличие от окольного города, в котором располагались усадьбы богатых феодалов, в детинце, по-видимому, находился княжеский двор с различными службами и жилищами челяди. Во второй половине XIII века в деревянном Новогрудском детинце была построена каменно-деревянная башня волынского типа. В эпоху Великого княжества Литовского на Замковой горе Новогрудка был построен каменный Новогрудский замок.
Раскопки в Новогрудке в разное время вели такие археологи как Ф. Д. Гуревич, П. А. Раппопорт, М. А. Ткачёв. Были обнаружены относящиеся к древнерусскому времени многочисленные наземные и некоторые углублённые в землю жилища, остатки стеклянных окон, а также фресковая роспись стен одной из жилых построек. Среди находок обломки амфор, оружие, орудия труда, резные костяные изделия и другое.